# Автомат по продаже пиццы

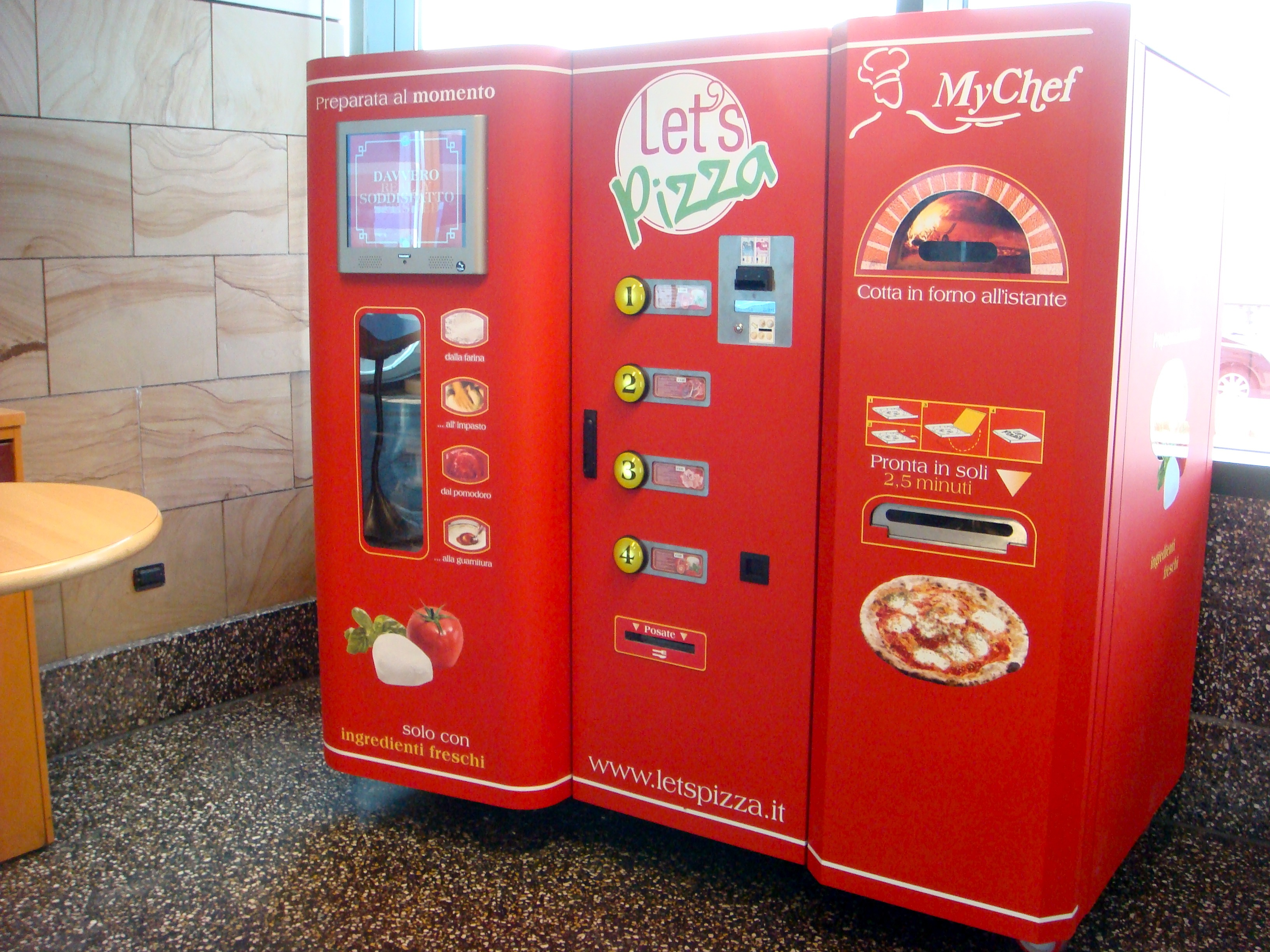

Автомат по продаже пиццы (пиццема́т) — вендинговый автомат, торгующий пиццей. Основные разновидности данного торгового аппарата заключаются в продаже замороженной пиццы, которую автомат разогревает и приготовления пиццы непосредственно перед готовкой (в том числе и приготовления теста). 

## История
Идея изобретения пиццемата возникла в Италии, но сегодня производство пиццематов налажено и в ряде других стран, в том числе и в России. 

## Описание
Пиццемат представляет собой облачённый в металлический корпус автоматизированный механизм общей площадью около 2-х метров,  значительное место в нём занимает холодильный отсек. В холодильном отсеке лежат охлаждённые пиццы в целлофане, которые специальным механизмом доставляются в отделение, где они освобождаются от плёнки и отправляются в печь. 
В более продвинутых вариантах ингредиенты хранятся раздельно и смешиваются в процессе приготовления. Время работы таких автоматов значительно дольше, так как процесс может включать в себя замешивание теста непосредственно в процессе приготовления.
Для оптимального выпекания пиццы используется технология с эффектом дровяной печи (применение тэнов — одна из разновидностей данной технологии). Вкусовые качества готового продукта напрямую зависят от температуры, при которой пицца выпекается в печи. Так, при применении технологии, основанной на использовании тэнов, оптимальной температурой считается температура в 300 °C.
Популярность такого изобретения как пиццемат основана на распространённом сегодня методе отоваривания — по пути домой, на работу или с работы.